# لورا تايلور
لورا تايلور (بالبرتغالية: Laura Taylor‏) هي مغنية برازيلية، ولدت في عقد 1980 في بيلو هوريزونتي في البرازيل.